# Alisa Glinka
Alisa Glinka (în rusă Алиса Глинка; n. 10 octombrie 1987, Chișinău, RSS Moldovenească, URSS) este o călăreață și actriță ruso-moldoveană.

## Carieră
Până în 2018 sportiva a reprezentat Federația Rusă.
Ea a concurat la Campionatul mondial FEI de la Leipzig în 2022, fiind prima participantă din Republica Moldova la această competiție. A reprezentat Republica Moldova și la Campionatul european de dresaj din 2021 de la Hagen, Germania.
În mai 2024, Glinka a fost suspendată de FEI ca urmare a rezultatului pozitiv al testului antidoping. În luna iunie toate restricțiile au fost ridicate după ce a dovedit nevinovăția ei.
Ea a reprezentat Republica Moldova la Jocurile Olimpice de la Paris.
În 2017, Glinka a jucat în filmul rusesc Blizkie (Близкие – „Cei apropiați”) în rolul iubitei lui Efim. Ea s-a stabilit în Franța  și este mamă a cinci copii.